# La Voix du Peuple
La Voix du Peuple was een Belgisch Franstalig communistisch tijdschrift.

## Historiek
De eerste editie van het tijdschrift verscheen op 1 oktober 1936, het was de opvolger van Le Drapeau Rouge. Eerste directeur was Jean Berlemont.

## Structuur

### Directeurs
- 1936 - 1937: Jean Berlemont
- 1938 - 1939: Edgar Lalmand[2]

## Bekende medewerkers[3]
- Andor Bereï
- Jean Berlemont
- Jean Blume
- Felix Coenen

- Bunţea Crupnic
- Jacques Grippa
- Pierre Joye
- Julien Lahout

- Edgard Lalmand
- Jean Taillard
- Georges Van Den Boom